# 湯全
湯全（1441年—？），字完之，直隸松江府華亭縣人，民籍。明朝政治人物。進士出身。

## 生平
應天府鄉試第一百十二名。成化八年（1472年）壬辰科會試第二百七名，殿試登進士第二甲第四十五名。

## 家族
曾祖父湯思恭。祖父湯斌。父亲湯景和。